# Tríptico da Anunciação (van der Weyden)
O Tríptico da Anunciação é um tríptico realizado em óleo sobre painel do artista holandês Rogier van der Weyden, datado de cerca de 1434. Foi originalmente formado por três painéis, sendo o central agora no Museu do Louvre em Paris, França; os painéis laterais estão na Galleria Sabauda de Turim, Itália.